# Paralastor semirufus
Paralastor semirufus är en stekelart som beskrevs av Schulthess 1925. Paralastor semirufus ingår i släktet Paralastor och familjen Eumenidae. Inga underarter finns listade i Catalogue of Life.